# Elliot Kenan Kamwana
Elliot Kenan Kamwana (ur. 1872; zm. 1956) – afrykański niezależny kaznodzieja i działacz antykolonialny. Inicjator ruchu religijno-politycznego działającego w centralnej Afryce, Kitawala, który później przekształcił w Wacitawala.

## Życiorys
Kamwana pochodził znad jeziora Niasa, z ludu Tonga. Choć nie był jeszcze ochrzczony, został liderem ruchu dążącego do masowej konwersji Afrykanów na chrześcijaństwo w północnej Brytyjskiej Afryce Centralnej (obecne Malawi) w latach 90. XIX wieku, co wówczas spotykało się ze stanowczym sprzeciwem władz prowadzących politykę kolonialną. Sfrustrowany podejrzeniami urzędników z Livingstonii zaniepokojonych tym odrodzeniem religijnym, w 1900 roku wyjechał do Blantyre, gdzie w 1902 roku został ochrzczony przez Josepha Bootha, który działał wówczas z ramienia baptystów dnia siódmego. Następnie podjął pracę w Południowej Afryce.
W 1907 roku spędził sześć miesięcy w Kapsztadzie z Josephem Boothem, gdzie zapoznał się z naukami Charlesa T. Russella, prezesa Towarzystwa Strażnica, które to nauki później częściowo wykorzystywał w założonym przez siebie ruchu. We wrześniu 1908 roku pojawił się z powrotem w Niasie (nazwa kraju od 1907 roku), gdzie rozpoczął wygłaszanie płomiennych kazań oraz przeprowadzał spektakularne chrzty na wolnym powietrzu. Pociągnął za sobą tysiące osób oraz założył wiele swoich zborów. Tylko w jednym roku miał ochrzcić blisko 10 tysięcy osób, co zaniepokoiło władze brytyjskie.
W 1910 roku został aresztowany i zesłany lecz pozwolono mu wrócić w roku 1914. W następnym roku został ponownie zesłany na Seszele, choć wyraźnie dystansował się od powstania wznieconego na początku 1915 roku przez Johna Chilembwe. Do Niasy powrócił w roku 1937 zastając w kraju wiele małych zgromadzeń ruchu Wacitawala (nazwa powstała z połączenia słów „Watch Tower” i „Kitawala”), działających już także na terenie innych krajów centralnej Afryki. Od 1937 roku aż do śmierci mieszkał spokojnie w Niasie usługując jako pastor ruchu Wacitawala.